# Wolfgang Bellenbaum
Wolfgang Benno Bellenbaum (* 3. Juli 1928 in Oberhausen; † 13. Juni 1984 in Encino, Kalifornien) war ein deutscher Filmregisseur, Filmproduzent und Kameramann.

## Leben
Wolfgang Bellenbaum begann seine Karriere beim Film als Regieassistent. So assistierte er 1952 Ernst Neubach bei den Dreharbeiten von Man lebt nur einmal, 1953 Carl Boese bei Der Onkel aus Amerika und bei Der keusche Josef sowie Johann Alexander Hübler-Kahla bei Hollandmädel, Steve Sekely bei Die Kaiserin von China oder  Karl Anton bei Der Vetter aus Dingsda. 1956 trat er beim Kurzfilm Kronborg erstmals selbst als Regisseur in Erscheinung, 1960 drehte er unter dem Pseudonym Jochen Wiedermann seinen ersten Spielfilm Wir Kellerkinder. Er arbeitete bis zu seiner Übersiedelung in die Vereinigten Staaten in verschiedenen Funktionen für zahlreiche Film- und Fernsehproduktionen, vorwiegend in Berlin. In erster Ehe war er verheiratet mit der Maskenbildnerin und Schauspielerin Conny Bellenbaum, mit der er mehrfach zusammenarbeitete.

### Aliasse
Bellenbaum arbeitete viel unter Pseudonymen. So ist bekannt, dass er unter den Namen John Weeran, Jochen Wiedermann oder auch Hans-Joachim Wiedermann sowie Johnny Wyder tätig war. Verwirrend erscheint, dass er zum Teil in den Credits seiner Werke in verschiedenen Funktionen unter unterschiedlichen Namen gelistet ist. Bellenbaum war sein wirklicher Name. Unter diesem Namen ist er auch in den kalifornischen Sterbeunterlagen geführt.

### Jahre in den Vereinigten Staaten
Bellenbaum lernte Gabriella Brum kennen, mit der er 1980 nach Hollywood ging. Brum arbeitete in Los Angeles als Fotomodell. Unter anderem wurde sie 1980 zur Miss Germany sowie zur Miss World gekürt. Letztgenannten Titel gab sie tags darauf wieder ab, angeblich da sie mit Bellenbaum schon verheiratet war, vermutlich aber wegen existierender Aktfotos. 1981 heirateten sie. Zuletzt lebten beide getrennt.
Bellenbaum erschoss sich im Alter von 55 Jahren in seiner Wohnung in Encino, einem Stadtteil von Los Angeles. Die Leiche wurde von Brum identifiziert. Neben der Tatwaffe wurde ein Abschiedsschreiben gefunden.

## Filmografie (Auswahl)
- 1960: Wir Kellerkinder (Regie)
- 1961: Macky Pancake (3-tlg. Mini-TV-Serie; Regie)
- 1962: Ich kann nicht länger schweigen (Regie)
- 1963/64: Privatdetektiv Harry Holl (TV-Serie; Regie)
- 1964: Abenteuerliche Geschichten (TV-Reihe; Regie)
- 1965/66: Die Bräute meiner Söhne (TV-Serie; Regie)
- 1966: Playgirl (Kamera)
- 1967: Pension Clausewitz (Kamera)
- 1968: Schatten über Tiran – Kommando Sinai (Kamera)
- 1970: X – Beim Sex ist alles erlaubt 2 (Kamera); Regie: Michael Miller alias Renato Frustratus
- 1971: Der lüsterne Türke (Kamera)
- 1971: Die goldene Banane von Bad Porno (Produktion und Kamera)
- 1971: Liebesmarkt in Dänemark (Regie zusammen mit Günter Vaessen und Kamera)
- 1972: Frühreife Betthäschen (Kamera)
- 1972: Heute hau’n wir auf die Pauke (Produktion); Regie: Ralf Gregan
- 1972: Bettkarriere (Produktion und Kamera)
- 1972: Kleinstadtbahnhof (TV-Serie; Regie)
- 1973: Und mehrmals täglich quietschen die Matratzen (Kamera); Regie: Claus Tinney
- 1973: Das sündige Bett (Produktion)
- 1973: Tanzstunden-Report (Regie und Produktion)
- 1973: Bademeister-Report (Produktion)[6]
- 1974: Ob Dirndl oder Lederhose – gejodelt wird ganz wild drauflos (Regie und Kamera)
- 1974: Liebe zwischen Tür und Angel (Produktion)[7]; Regie: Ralf Gregan
- 1975: Studentinnen-Report (Kamera)
- 1975: Das Amulett des Todes
- 1976: Jagd auf Jungfrauen (Regie)
- 1976: Ein guter Hahn wird selten fett (Regie)
- 1976: … und sie genießen die Liebe (Produktion und Regie)[8]
- 1976: Auf Biegen oder Brechen (Produktion); Regie: Hartmut Bitomsky
- 1980: Solo für zwei Superkiller (Cuba Crossing; Produktion); Regie: Chuck Workman